# Macromitrium harrisi
Macromitrium harrisi är en bladmossart som beskrevs av Jean Édouard Gabriel Narcisse Paris 1900. Macromitrium harrisi ingår i släktet Macromitrium och familjen Orthotrichaceae. Inga underarter finns listade i Catalogue of Life.